# Micropsectra pharetrophora
Micropsectra pharetrophora är en tvåvingeart som beskrevs av Ernst Josef Fittkau och Reiss 1999. Micropsectra pharetrophora ingår i släktet Micropsectra och familjen fjädermyggor. Inga underarter finns listade i Catalogue of Life.